# Joaquín Vergés
Joaquín Vergés, vollständiger Name Joaquín Azzem Vergés Collazo, (* 1. Juni 1992 in Rosario) ist ein uruguayischer Fußballspieler.

## Karriere
Der 1,69 Meter große Mittelfeldakteur Vergés wurde in der Spielzeit 2013/14 mit dem Tacuarembó FC Meister der Segunda División und trug dazu mit 24 Zweitligaeinsätzen und drei Toren bei. In der Apertura 2014 wurde er 15 mal (ein Tor) in der Primera División eingesetzt. In der zweiten Januarwoche 2015 schloss er sich dem Ligakonkurrenten Montevideo Wanderers an. Dort lief er in der Clausura 2015 in acht Erstligaspielen (ein Tor) und sechs Partien (kein Tor) der Copa Libertadores 2015 auf. In der Spielzeit 2015/16 bestritt er zehn Erstligaspiele (zwei Tore). Während der Saison 2016 kam er zehnmal (kein Tor) in der Liga und sechsmal (kein Tor) in der Copa Sudamericana 2016 zum Einsatz. In der Saison 2017 lief er bislang (Stand: 29. Juli 2017) neunmal in der Primera División (kein Tor) und dreimal (kein Tor) in der Copa Libertadores 2017 auf.